# Australostichopus mollis
Australostichopus
Genre
Espèce
Synonymes
- Stichopus sordidus Théel, 1886[1]

Statut de conservation UICN

 LC  : Préoccupation mineure
Australostichopus mollis, unique représentant du genre Australostichopus, est une espèce de concombres de mer de la famille des Stichopodidae.

## Description
C'est une holothurie de taille moyenne (généralement autour de 17 cm), de section plus ou moins quadrangulaire. Les bords (qui sont en fait les radius) sont parsemés de longues verrucosités coniques grossièrement alignées, plus sombres ou plus claires que le corps. Le tégument est épais, généralement de couleur marron sombre, mais pouvant aller du jaune sale au brun obscur, avec la face ventrale plus claire. La bouche est ventrale et entourée d'une vingtaine de tentacules peltés presque noirs, et l'anus est terminal. Le trivium (face ventrale) est plat, et constellé de nombreux podia. Elle ne possède pas de tube de Cuvier.

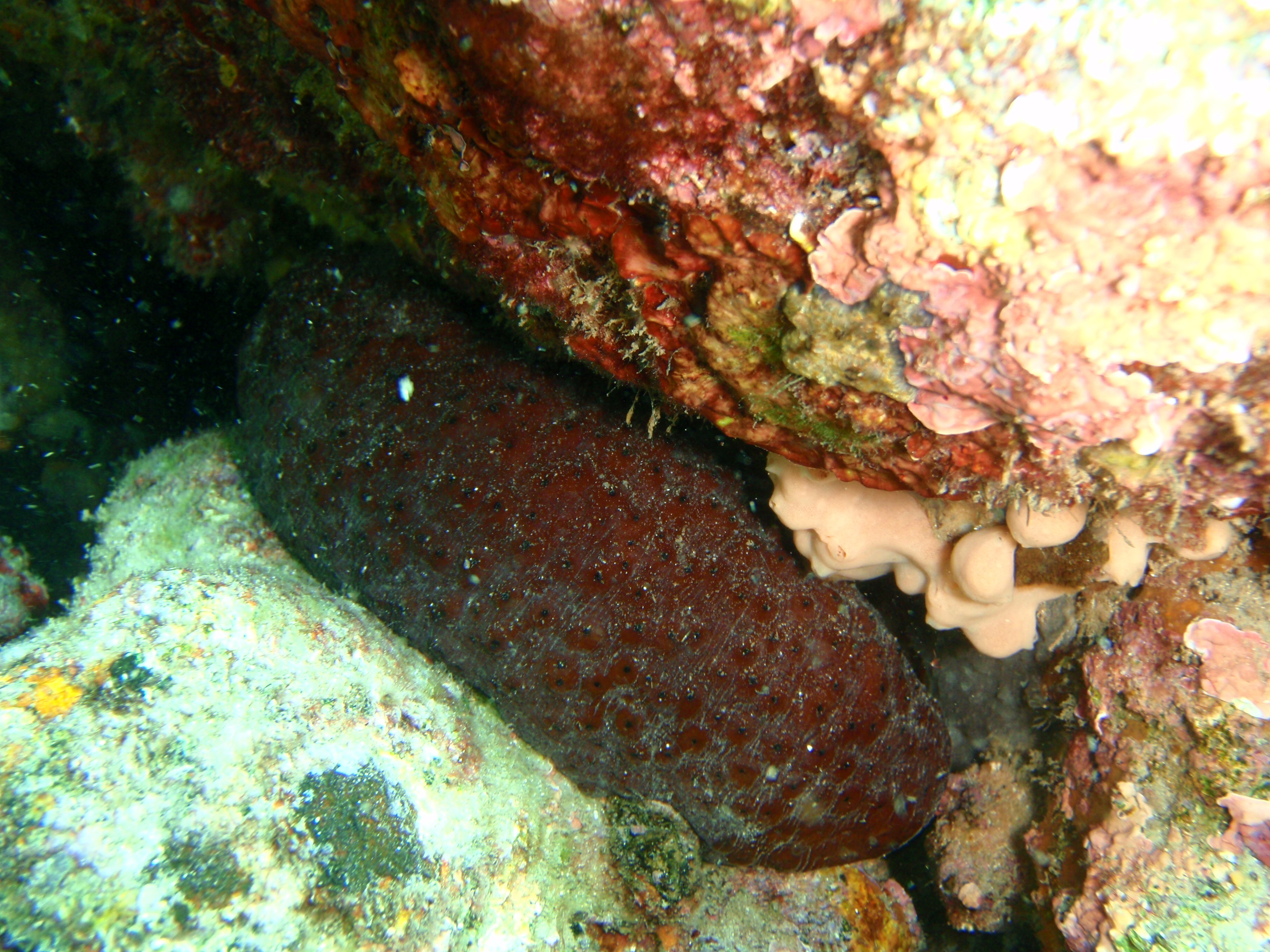
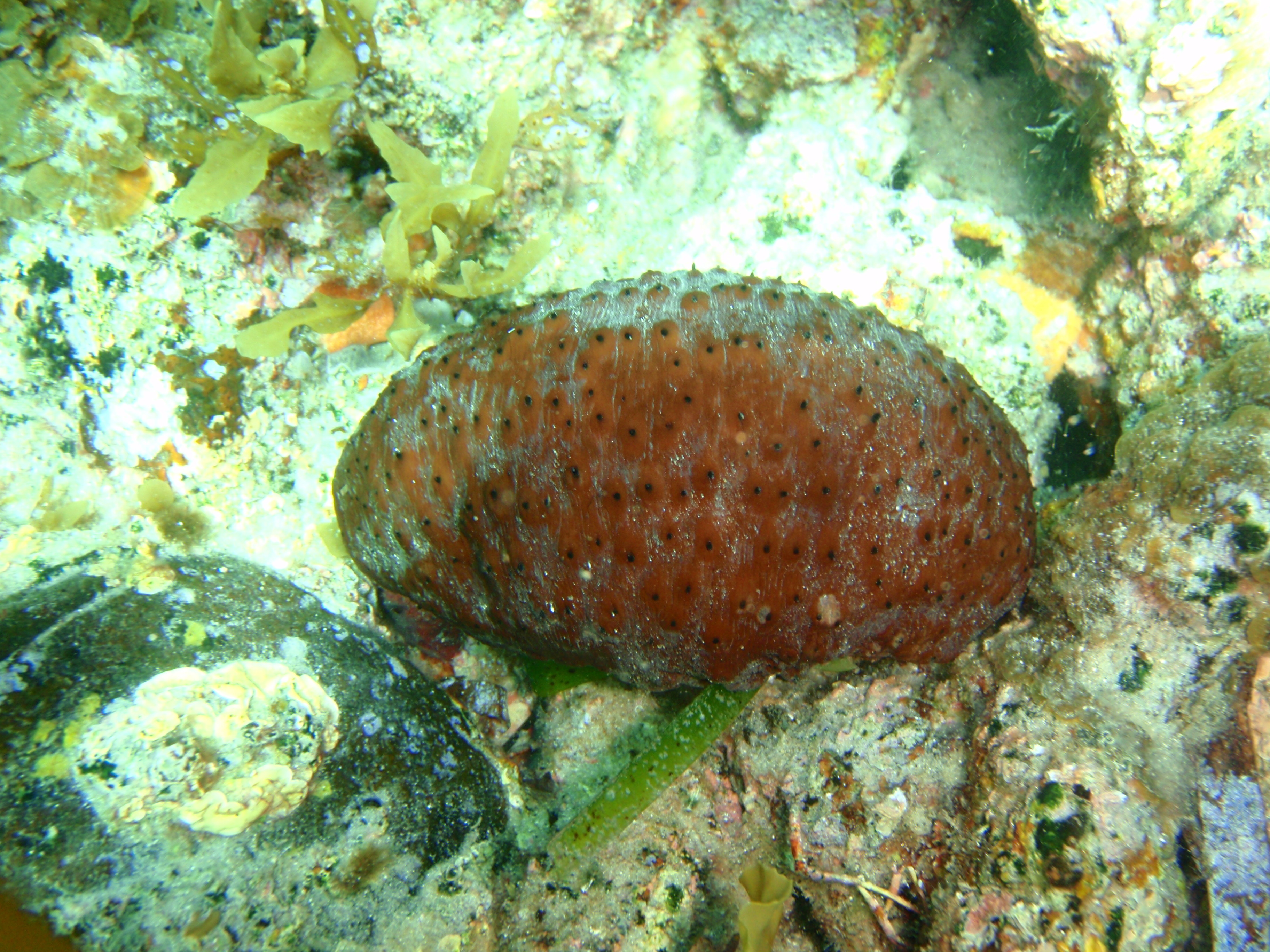
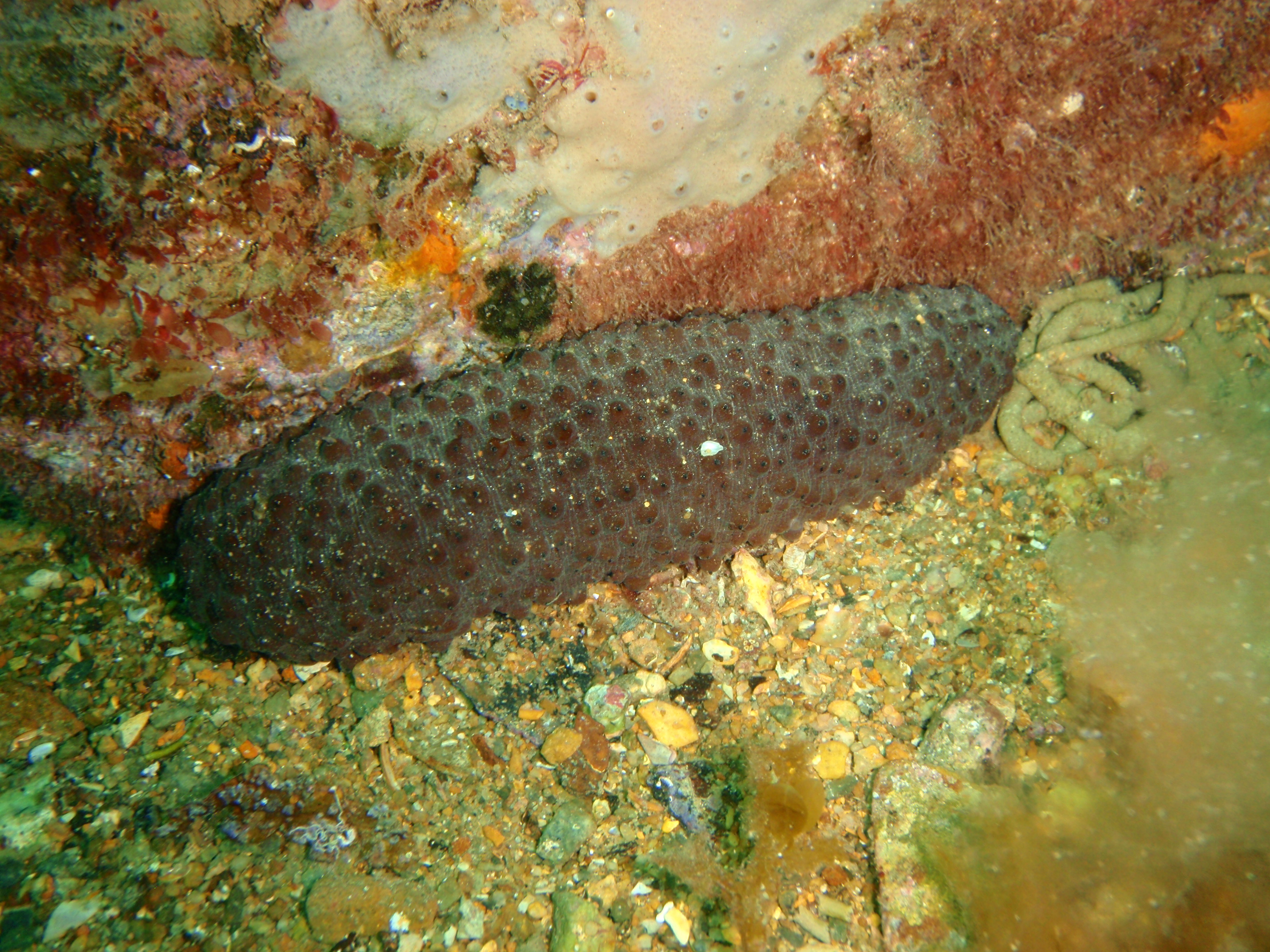
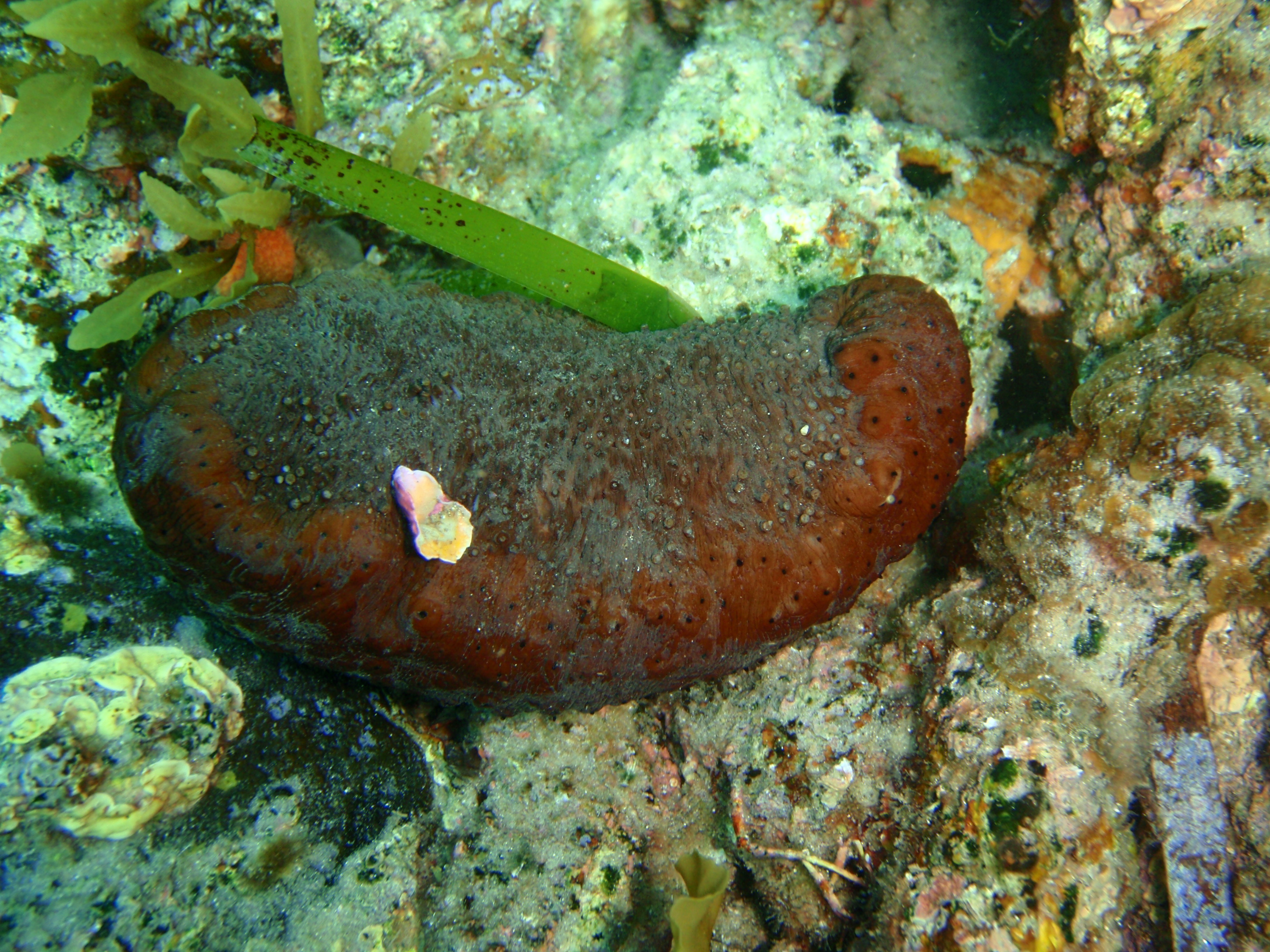

## Habitat et répartition
On trouve cette holothurie dans des eaux plus ou moins profondes (5-100 m), sur des substrats détritiques.
On la rencontre principalement sur les côtes de Nouvelle-Zélande et d'Australie du Sud-Est.

## Écologie et comportement

### Alimentation
Cette espèce se nourrit par filtration du sédiment. Elle trie et ingère le sédiment à l'aide de ses tentacules buccaux peltés qui amènent la matière organique à se bouche. La digestion est lente, et débouche sur des excréments tubulaires contenant principalement du sable.

### Reproduction
La reproduction est sexuée (la maturité est atteinte vers 75 g), et la fécondation a lieu en pleine eau après émission synchronisée des gamètes mâles et femelles. Les deux périodes de pontes correspondent aux saisons les plus chaudes. La larve évolue parmi le plancton pendant quelques semaines avant de se fixer pour entamer sa métamorphose.

## Australostichopus molliset l'Homme
Cette espèce est encore relativement commune dans son aire de répartition, et ne semble pas menacée à l'échelle mondiale, d'autant plus que sa pêche est régulée. Elle est absolument inoffensive.
Australostichopus mollis est consommée dans plusieurs pays du Sud-Est asiatique, et fait l'objet d'une pêche semi-industrielle et d'un élevage en Nouvelle-Zélande ; c'est une espèce relativement prisée et chère.